# Аристотелис (аэропорт)
Государственный аэропорт Кастории «Аристотель» (Κρατικός Αερολιμένας Καστοριάς «Αριστοτέλης») — гражданский аэропорт, расположенный в городе Аргос-Орестико, в 5 км к югу от Кастории, обслуживает населенные пункты номов Кастория и Флорина. Аэропорт неоднократно подвергался реконструкции и расширению, с целью соответствия международным стандартам и возможности принимать крупные воздушные суда. Компания Athens Airways еженедельно выполняет рейсы в Афины. В прошлом рейсы также совершались в Салоники. Горная местность, в которой расположен аэропорт «Аристотель», создает трудности для его использования в зимний период.